# أمين سلامة
أمين سلامة، كاتب ومترجم ورحالة وزجال مصري، له نشاط كبير في التأليف والترجمة، وقد نشرت له عدة مؤلفا، تجاوزت المئة وخمسين مؤلفًا، باللغات العربية والإنجليزية واللاتينية واليونانية.

## دراسته
خريج كلية الآداب، جامعة القاهرة، قسم الدراسات القديمة، عام 1943، وحاصل على درجة الماجستير في الآداب اللاتينية واليونانية في فبراير 1947.

## حياته العملية
- اشتغل أمينًا لغرفة النقود بالمكتبة العامة بجامعة القاهرة، ومنتدبًا لتدريس اللغة اللاتينية بكلية الآداب، وأمينًا بقسم الجغرافيا بجامعة القاهرة حتى عام 1954.
- التحق بخدمة الحكومة السودانية كمدرس لغة إنجليزية من عام 1955 حتى عام 1958.
- عمل في بداية عقد الستينيات من القرن كمدرس لغة إنجليزية بالمدارس الأجنبية بالقاهرة.
- اشتغل استاذَا جامعيًا بجامعات كندا وأمريكا.

## مؤلفاته وترجماته

### أبرز تراجمه
- الإلياذة
- الأوديسة
- معجم الأعلام في الأساطير اليونانية والرومانية
- الأساطير اليونانية والرومانية
- مسرحيات أريستوفانيس
- مسرحيات سوفوكليس
- مسرحيات يوريبيديس
- مسرحيات ايسخولوس
- فن الحب لأوفيد
- أناشيد الرعاة لفرجيل
- أبطال الأرجو
- رواية الأرض الطيبة، لبيرل بك
- مسرحية حفلة كوكتيل، لإليوت
- رواية الكبرياء والهوى، لجين أوستن
- رواية أوقات عصيبة، لديكنز
- من القصص الأمريكي
- متحف الفكر اليوناني

### أبرز مؤلفاته[2]
- حياتي في رحلاتي (أدب رحلات)
- شهر من عمري (أدب رحلات)
- المرأة في مرآتي
- الرجل في مرآتي
- كل شيء عن الرجل
- كل شيء عن المرأة
- شباب إلى الأبد
- جنون الحب (مجموعة قصيرة)
- فرحة لم تتم (مجموعة قصصية)
- سر قوة الهرم الأكبر
- دموع وعبرات
- خطباء اليونان
- 100 حقيقة عن يوغوسلافيا
- حكايات من روسيا
- اليونان وشاهد عيان
- مشاكل الشباب المصري
- من شهيرات الإسلام
- روميو القرن العشرين
- الذات واللذات
- طقاطيق تستحق التصفيق
- مصر التي في خاطري